# Jahangir Khan World Championship Squash
Jahangir Khan World Championship Squash is een Computerspel dat werd ontwikkeld en uitgegeven door Krisalis Software. Het sportspel kwam in 1990 uit voor de Commodore 64. Het speelveld wordt isometrisch weergegeven. Met het spel kan de speler squash spelen.

## Platforms
| Jaar | Platform                                                     |
| ---- | ------------------------------------------------------------ |
| 1990 | Commodore 64                                                 |
| 1991 | Acorn 32-bit, Amiga, Amstrad CPC, Atari ST, DOS, ZX Spectrum |

## Ontvangst
| Beoordeeld door                | Platform    | Datum     | Score |
| ------------------------------ | ----------- | --------- | ----- |
| omputer and Video Games (CVG)  | Atari ST    | juni 1991 | 87%   |
| Computer and Video Games (CVG) | Amiga       | juni 1991 | 86%   |
| Computer and Video Games (CVG) | ZX Spectrum | juni 1991 | 85%   |
| Computer and Video Games (CVG) | Amstrad CPC | juni 1991 | 85%   |
| Amiga Action                   | Amiga       | juli 1991 | 84%   |
| Your Sinclair                  | ZX Spectrum | mei 1991  | 79%   |
| Amiga Joker                    | Amiga       | juli 1991 | 74%   |
| ST Format                      | Atari ST    | juli 1991 | 73%   |
| Power Play                     | Amiga       | juli 1991 | 58%   |
| Power Play                     | Atari ST    | juli 1991 | 58%   |